# Pedro Abarca
Pedro Abarca (Jaca, 16 de junio de 1619 - Palencia, 1 de octubre de 1693) fue un teólogo e historiador español.     

## Biografía
Tras ingresar en la Compañía de Jesús en 1641, dedicó casi toda su vida a la docencia, en especial de la escolástica, moral y controversias, siendo catedrático de la universidad de Salamanca.

## Obra

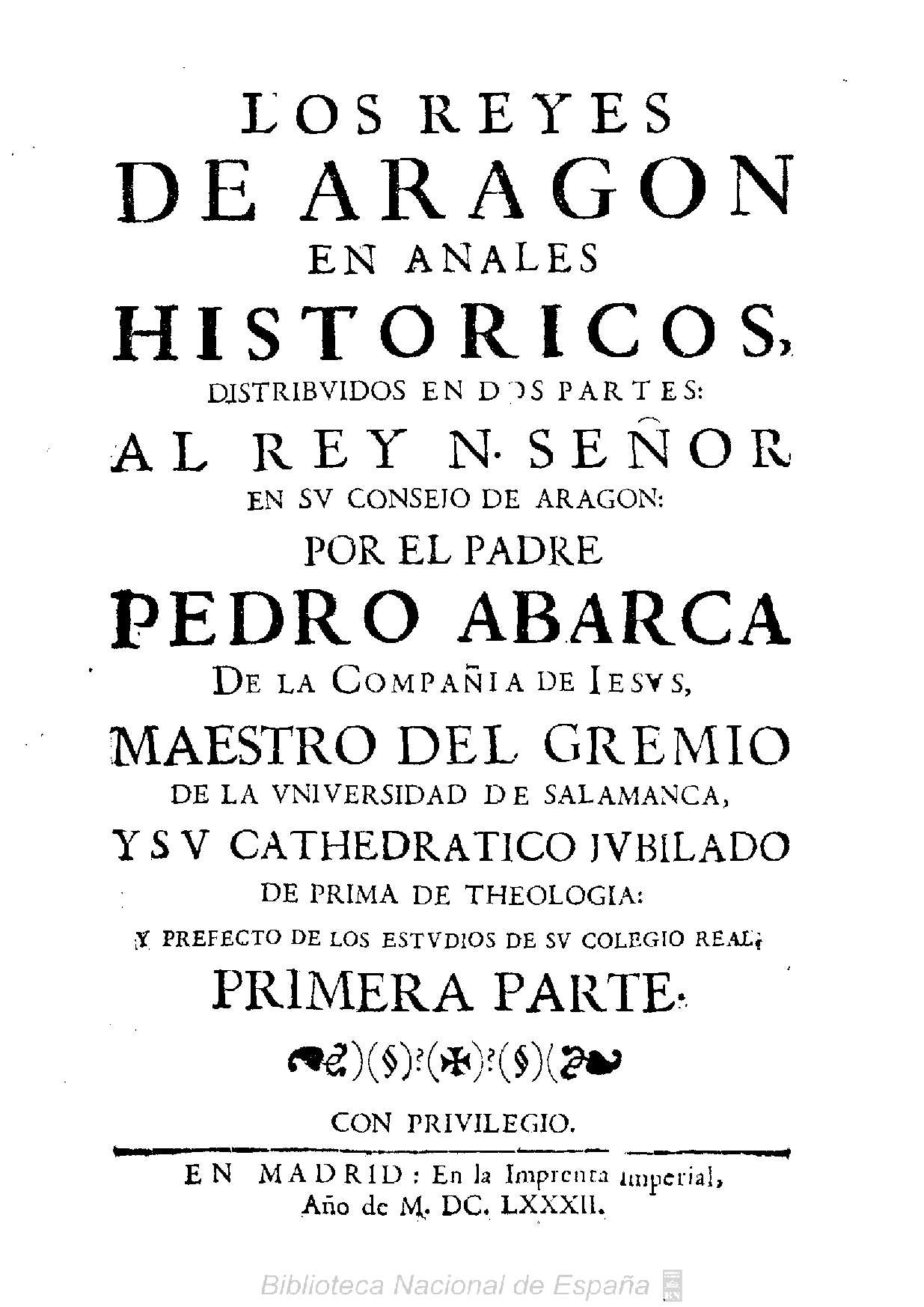
Los Reyes de Aragón en anales históricos, primera parte, 1682.

Además de varios tratados de teología dejó escrita una crónica histórica sobre los reyes de Aragón titulada Los Reyes de Aragón en anales históricos, publicada en dos partes: la primera editada en Madrid, en la Imprenta Imperial, en 1682; la segunda parte en Salamanca, por Lucas Pérez, en 1684.
El objetivo de la obra era mostrar la continuada combinación entre dos criterios de legitimidad real: el principio electivo y el principio de sucesión hereditaria, defendiendo la existencia también de los Fueros de Sobrarbe.
También escribió otra obra llamada Los primeros reyes de Pampeluna, varios manuscritos más otra obra que no publicó sobre la Virgen del Pilar,al igual que un tratado genealógico sobre Alonso de Solís y Ossorio, miembro del Consejo de Indias e hijo de José de Solís y Valderrábano.